# Madoura (céramique)
 (mai 2023).
Si vous disposez d'ouvrages ou d'articles de référence ou si vous connaissez des sites web de qualité traitant du thème abordé ici, merci de compléter l'article en donnant les références utiles à sa vérifiabilité et en les liant à la section « Notes et références ».
Madoura est le nom d'un célèbre atelier céramique de Vallauris.
Il s'agit d'un acronyme composé des premières syllabes des mots MAson, DOUly et RAmié. Douly étant le nom de naissance de Suzanne Ramié, sa fondatrice et propriétaire.
L'atelier Madoura a été fondé en 1938. Loué jusqu'en 1948, il est racheté cette année-là à une vieille famille de potiers de la ville. Les Ramié ont accueilli Picasso dans leur atelier après une rencontre en 1946 au Nérolium, la halle agricole de la ville de Vallauris ou se tenait une exposition « Poterie, fleurs, parfums » à laquelle participait l'atelier. À sa suite sont venus également y faire de la céramique Marc Chagall, Victor Brauner ou encore Henri Matisse.
L'atelier a été l'éditeur exclusif de l'œuvre céramique de Picasso.
L’activité de l’atelier a perduré jusqu’en décembre 1997 (la fabrication concernait uniquement les pièces « Madoura », celle des éditions « Picasso » ayant cessé depuis un certain temps déjà , ).
L’activité « Galerie » a cessé en Décembre 2008, la poterie ferme ses portes au même moment.
Aujourd'hui, l'atelier a été racheté par la Communauté d'agglomération de Sophia Antipolis. Sa gestion est assumée par la ville de Vallauris. Il s'agit dorénavant d'un lieu « d'art, d'histoire et de création ».
L'atelier Madoura se visite (par petits groupes d'une douzaine de personnes), sur rendez-vous (inscription à l'office du tourisme de Vallauris). Une exposition retrace l'histoire du lieu et présente le travail de Suzanne Ramié ainsi que celui des artistes ayant œuvré dans ce haut lieu de la céramique.